# Национална електрическа компания
„Национална електрическа компания“ ЕАД (НЕК) е българско държавно предприятие за производство и търговия с електрическа енергия със седалище в София. То е изцяло собственост на Българския енергиен холдинг. С обем на продажбите около 5,3 млрд. лв. през 2022 година това е едно от най-големите български предприятия.
Основната дейност на НЕК е търговията с електроенергия, където то играе централна роля в регулирания от държавата пазар и изпълнява ролята на посредник между производителите и разпределителите. Освен това НЕК е и производител на електроенергия, като производството се осъществява в 30 водноелектрически централи и помпено-акумулиращи водноелектрически централи с обща инсталирана мощност 2713 MW (2015). Основната част от производството е концентрирана в централите от каскадите „Белмекен-Сестримо-Чаира“, „Доспат-Въча“, „Батак“ и „Долна Арда“.
НЕК притежава лицензия за производство на електрическа енергия от ВЕЦ и ПАВЕЦ, което реализира чрез подразделението си Предприятие „ВЕЦ“, лицензия за търговия с електрическа енергия и лицензия за обществена доставка на електрическа енергия, издадени от ДКЕВР.
Чрез своето подразделение Предприятие „Язовири и каскади НЕК“ управлява 40 язовира, които общо имат 50% от регулирания обем на изкуствените водоеми в България.
През 2015 г. правителството договаря известно намаляване на цените на тока от „Ей И Ес Марица Изток I“ и „Марица-изток 3“, с което да се намалят загубите на НЕК.